# Omiodes monogramma
Omiodes monogramma là một loài bướm đêm trong họ Crambidae.